# 埃文·考爾
埃文·考爾（英語：Evan Call，1988年6月29日—）是位來自美國加州、活躍于日本的作曲家及编曲家，目前隸屬於Miracle Bus，主要的配乐作品有日本动画紫罗兰永恒花园和葬送的芙莉蓮等。

## 生平
1988年6月29日，考爾出生于美国加利福尼亚州林肯镇，十三四岁的时候，被诊断出患有枕骨神经痛，于是休学了一段时间。在此期间，他学会了弹吉他，并向当地一位老师学习了藍草音樂风格。后来在一位愛好日本動畫的朋友的影響下，開始看《寶可夢》和《数码宝贝》等，从此对日本动画产生了浓厚的兴趣，其中受影响最大的是《七武士》。到了18歲，開始喜歡聽歐洲的力量金屬樂團，比如盲人守護者、狂想曲樂團等 。
考爾曾考虑过从事西班牙语翻译，因为他生活的乡村小镇上有许多墨西哥裔居民，因此西班牙语说得十分流利。后在母亲的建议下，前往伯克利音樂學院就读电影音乐作曲专业。毕业后，考爾曾考虑是否去好莱坞从事電影配樂，後因為他觉得日本配乐更好的基于旋律的作曲感，並且在好莱坞很难找到作曲工作，因此在2012年前往日本。在三個月的停留時間内，他通過合租室友的朋友加入了Elements Garden，从而开始在日本从事作曲工作。2016年6月30日，退出了Elements Garden。之后加入了Miracle Bus。
2022年，考爾负责了第61回NHK大河剧《鎌倉殿的13人》的音乐。首播时，采用安东宁·德沃夏克的第九交响曲《来自新世界》作为结束曲的伴奏，其創新性引起了讨论 。

## 主要作品

### 電視動畫
- 戰姬絕唱SYMPHOGEAR G（2013年，與藤田淳平、上松範康、藤間仁合作）
- 日常生活中的異能戰鬥（2014年，与藤田淳平、母里治樹合作）
- 諸神的惡作劇（2014年，与藤田淳平、藤間仁、菊田大介合作）
- 東京ESP（2014）
- 偵探歌劇 少女福爾摩斯 TD（2015，與菊田大介、母里治樹、喜多智弘合作）
- 戰姬絕唱SYMPHOGEAR GX （2015，藤田淳平、藤间仁合作）
- 與魔共舞（2015年，与藤田淳平合作）
- Schwarzesmarken（2015）
- 至高指令（2016）
- 蒼之彼方的四重奏（2016，与藤田淳平、岩橋星實合作）
- 時間支配者（2017）
- 妖精森林的小不點（2018）
- 紫羅蘭永恆花園（2018）
- YU-NO 在這世界盡頭詠唱愛的少女 （2019年，与ヨナオケイシ、高见龙、川村竜共同）
- 深夜的超自然公務員（2019）
- 天晴烂漫！（2020）
- Muv-Luv Alternative（2021）
- 三角窗外是黑夜（2021）
- 我的幸福婚約（2023）
- 葬送的芙莉蓮（2023）
- 戰國妖狐（2024） [6]

### 电视剧
- Star☆协奏曲～我的偶像之路～ （2017）
- サヨナラ、えなりくん(2017)
- 警视厅和服课（2017 年，与Audio Highs合作）
- ホリデイラブ（2018年，与横山克合作）
- 適婚女郎 （2018 年，与日向萌合作）
- ハラスメントゲーム(2018)
- 石川县地区戏剧《いよっ!弁慶(2018)
- 刑警ZERO（2019年，与横山克合作）
- 螢草 菜々の剣(2019)
- 鎌倉殿的13人（2022年， NHK大河剧）

### 剧场动画
- 大胆的宇宙海盗ABYSS OF HYPERSPACE -次空间的深渊- （2014年，上松範康、藤田淳平、藤間仁） [注 1]
- 剧场版侦探歌剧《白色福尔摩斯-逆袭白色福尔摩斯-》 （2016年，与岩橋星実共同） [注 1]
- 紫羅蘭永恆花園外傳：永遠與自動手記人偶 (2019)
- 紫羅蘭永恆花園電影版 (2020)
- 喬瑟與虎與魚群 (2020) [7]
- 金之國 水之國（2023） [8]

### 电视节目
- NHK 大阪周末关西(2018年-)
- NHK特集恐龙超世界(2019)
- NHK周日体育/周六体育(2020年-)

### 真人电影
- 九月の恋と出会うまで(2019)

### 遊戲
- 光明之響 （2014 年，与藤田淳平、藤间仁共同创作）
- CHAOS RINGS III （2014年安排）
- Schwarzesmarken(2015)

### 歌曲
- 765 MILLION ALLSTARS手游《偶像大師 百萬人演唱會！》THE IDOLM@STER MILLION THE@TER GENERATION 11 UNION!!
- かと*ふく
  - 《瞑想Solitude》（2014年，收录于专辑《 With 》）-共同编曲
  - 《爱丽丝与时间的摇篮》《在相连的早晨》
  - (2015年、收录专辑《Wonder Tale〜スマイルとハピネスと不思議な本〜》)- 作曲/编曲
- TRUE
  - 《Sincerely》（2018）-编曲（与堀江翔太）电视动画《紫罗兰永恒花园》
  - 《ヴァイオレット・エヴァーガーデン》- 作词、作曲、编曲  电视动画《紫罗兰永恒花园》
  - 《信》编曲TV动画《紫罗兰永恒花园》
  - 《Will》（2020）-作曲/编曲 剧场版动画《剧场版紫罗兰永恒花园》主题曲
- 茅原實里
  - 《Neverending Dream》（2013）- 作曲/编曲
  - 《謝謝你，最喜歡了》（2015）- 编曲
  - 《 みちしるべ」（2020）- 编曲 剧场版动画《 紫罗兰永恒花园 》插入曲
- 河口恭吾《 まっかあっかあき 》（2020）-作曲/编曲  东京电视台「 シナぷしゅ 」节目歌曲
- シナぷしゅ《上々》（2020）-作曲/编曲
- 高垣彩陽《愛の陽》(2014) - 作曲/编曲
- 羽多野渉《 Breakers 》（2021）- 作曲/编曲  电视动画《三角窗外是黑夜》片尾主题曲
- 結城愛良《 Believe in... 》(2019) - 作曲/编曲  电视动画《 紫罗兰永恒花园 》第 9 集片尾主题曲
- 水树奈奈《ROCKBOUND NEIGHBORS》(2012) - 编曲

## 註解
1. 1 2  Elements Garden名義。